# Mistrovství světa v atletice 2017
16. mistrovství světa v atletice se konalo od 4. srpna do 13. srpna 2017 v Londýně na Olympic Stadium. Nejúspěšnější zemí byly Spojené státy americké s 10 zlatými, 11 stříbrnými a 9 bronzovými medailemi, Češi získali 1 zlatou, 1 stříbrnou a 1 bronzovou.
Šampionátu se zúčastnilo 2038 sportovců ze 203 zemí. Mezinárodní asociace atletických federací nepozvala Rusko kvůli skandálu s organizovaným užíváním dopingu. Devatenáct ruských atletů, kteří prokázali neúčast na dopingovém programu, smělo startovat individuálně, bez státních symbolů a pod názvem Autorizovaní neutrální atleti (Authorised Neutral Athletes, ANA).
Oficiálním maskotem akce byl ježek Hero the Hedgehog.

## Dějiště
Mistrovství se konalo na olympijském stadionu ve Stratfordu s kapacitou 60 000 diváků. Prodalo se 660 000 vstupenek, což je historický rekord atletických mistrovství světa.

## Medailisté

### Muži
| Soutěž        | Zlato                                                                            | Stříbro                                                                                        | Bronz                                                                            |
| ------------- | -------------------------------------------------------------------------------- | ---------------------------------------------------------------------------------------------- | -------------------------------------------------------------------------------- |
| 100 m         | Justin Gatlin 9,92                                                               | Christian Coleman 9,94                                                                         | Usain Bolt 9,95                                                                  |
| 200 m         | Ramil Guliyev 20,09                                                              | Wayde van Niekerk 20,11                                                                        | Jereem Richards 20,11                                                            |
| 400 m         | Wayde van Niekerk 43,98                                                          | Steven Gardiner 44,41                                                                          | Abdalelah Harún 44,48                                                            |
| 800 m         | Pierre-Ambroise Bosse 1:44,67                                                    | Adam Kszczot 1:44,95                                                                           | Kipyegon Bett 1:45,21                                                            |
| 1500 m        | Elijah Manangoi 3:33,61                                                          | Timothy Cheruiyot 3:33,99                                                                      | Filip Ingebrigtsen 3:34,53                                                       |
| 5000 m        | Muktar Edris 13:32,79                                                            | Mohamed Farah 13:33,22                                                                         | Paul Kipkemoi Chelimo 13:33,30                                                   |
| 10 000 m      | Mohamed Farah 26:49,51                                                           | Joshua Cheptegei 26:49,94                                                                      | Paul Tanui 26:50,60                                                              |
| Maraton       | Geoffrey Kirui 2:08:26                                                           | Tamirat Tola 2:09:48                                                                           | Alphonce Simbu 2:09:50                                                           |
| 110 m př.     | Omar McLeod 13,04                                                                | Sergej Šubenkov 13,14                                                                          | Balázs Baji 13,28                                                                |
| 400 m př.     | Karsten Warholm 48,35                                                            | Yasmani Copello 48,49                                                                          | Kerron Clement 48,52                                                             |
| 3000 m př.    | Conseslus Kipruto 8:14,12                                                        | Soufiane El Bakkali 8:14,49                                                                    | Evan Jager 8:15,53                                                               |
| 4 x 100 m     | 37,47 Chijindu Ujah Adam Gemili Danny Talbot Nethaneel Mitchell-Blake            | 37,52 Michael Rodgers Justin Gatlin Jaylen Bacon Christian Coleman Beejay Lee*                 | 38,04 Shuhei Tada Shota Iizuka Yoshihide Kiryu Kenji Fujimitsu Asuka Cambridge*  |
| 4 x 400 m     | 2:58,12 Jarrin Solomon Jereem Richards Machel Cedenio Lalonde Gordon Renny Quow* | 2:58,65 Wilbert London III Gil Roberts Michael Cherry Fred Kerley Bryshon Nellum* Tony McQuay* | 2:59,00 Matthew Hudson-Smith Rabah Yousif Dwayne Cowan Martyn Rooney Jack Green* |
| 20 km chůze   | Éider Arévalo 1:18:53                                                            | Sergej Širobokov 1:18:55                                                                       | Caio Bonfim 1:19:04                                                              |
| 50 km chůze   | Yohann Diniz 3:33:11                                                             | Hirooki Arai 3:41:17                                                                           | Kai Kobayashi 3:41:19                                                            |
| Skok do výšky | Mutaz Essa Baršim 235 cm                                                         | Danil Lysenko 232 cm                                                                           | Majd Eddin Ghazal 229 cm                                                         |
| Skok o tyči   | Sam Kendricks 595 cm                                                             | Piotr Lisek 589 cm                                                                             | Renaud Lavillenie 589 cm                                                         |
| Skok daleký   | Luvo Manyonga 848 cm                                                             | Jarrion Lawson 844 cm                                                                          | Rushwal Samaai 832 cm                                                            |
| Trojskok      | Christian Taylor 17,68 m                                                         | Will Claye 17,63 m                                                                             | Nelson Évora 17,19 m                                                             |
| Vrh koulí     | Tomas Walsh 22,03 m                                                              | Joe Kovacs 21,66 m                                                                             | Stipe Žunić 21,46 m                                                              |
| Hod diskem    | Andrius Gudžius 69,21                                                            | Daniel Ståhl 69,19                                                                             | Mason Finley 68,03                                                               |
| Hod kladivem  | Paweł Fajdek 79,81 m                                                             | Valerij Pronkin 78,16 m                                                                        | Wojciech Nowicki 78,03 m                                                         |
| Hod oštěpem   | Johannes Vetter 89,89 m                                                          | Jakub Vadlejch 89,73 m                                                                         | Petr Frydrych 88,32 m                                                            |
| Desetiboj     | Kévin Mayer 8768 bodů                                                            | Rico Freimuth 8564 bodů                                                                        | Kai Kazmirek 8488 bodů                                                           |

* Označuje, že závodník závodil pouze v předběžných závodech a získal medaile.

### Ženy
| Soutěž        | Zlato | Stříbro                                                                                              | Bronz |
| ------------- | --- | --- | --- |
| 100 m         | Tori Bowieová 10,85 | Marie-Josée Ta Louová 10,86                                                                          | Dafne Schippersová 10,96 |
| 200 m         | Dafne Schippersová 22,05                                                                                               | Marie-Josée Ta Louová 22,08                                                                          | Shaunae Millerová-Uibová 22,15 |
| 400 m         | Phyllis Francisová 49,92                                                                                               | Salvá Ajd Násirová 50,06                                                                             | Allyson Felixová 50,08 |
| 800 m         | Caster Semenyaová 1:55,16                                                                                              | Francine Niyonsabaová 1:55,92                                                                        | Ajeé Wilsonová 1:56,65 |
| 1500 m        | Faith Kipyegonová 4:02,59                                                                                              | Jennifer Simpsonová 4:02,76                                                                          | Caster Semenyaová 4:02,90 |
| 5000 m        | Hellen Obiriová 14:34,86                                                                                               | Almaz Ayanaová 14:40,35                                                                              | Sifan Hassanová 14:42,73 |
| 10 000 m      | Almaz Ayanaová 30:16,32                                                                                                | Tiruneš Dibabaová 31:02,69                                                                           | Agnes Tiropová 31:03,50 |
| Maraton       | Rose Chelimová 2:27:1                                                                                                  | Edna Kiplagatová 2:27:18                                                                             | Amy Craggová 2:27:18 |
| 100 m př.     | Sally Pearsonová 12,59                                                                                                 | Dawn Harperová-Nelsonová 12,63                                                                       | Pamela Dutkiewiczová 12,72 |
| 400 m př.     | Kori Carterová 53,07                                                                                                   | Dalilah Muhammadová 53,50                                                                            | Ristananna Traceyová 53,74 |
| 3000 m př.    | Emma Coburnová 9:02,58                                                                                                 | Courtney Frerichsová 9:03,77                                                                         | Hyvin Jepkemoiová 9:04,03 |
| 4 x 100 m     | 41,82 Aaliyah Brownová Allyson Felixová Morolake Akinosunová Tori Bowieová Ariana Washingtonová*                       | 42,12 Asha Philipová Desirèe Henryová Dina Asherová-Smithová Daryll Neitaová                         | 42,19 Jura Levyová Natasha Morrisonová Simone Faceyová Sashalee Forbesová Christania Williamsová*                                     |
| 4 x 400 m     | 3:19,02 Quanera Hayesová Allyson Felixová Shakima Wimbleyová Phyllis Francisová Kendall Ellisová* Natasha Hastingsová* | 3:25,00 Zoey Clarková Laviai Nielsenová Eilidh Doyleová Emily Diamondová Perri Shakesová-Draytonová* | 3:25,41 Małgorzata Hołubová Iga Baumgartová Aleksandra Gaworskaová Justyna Świętyová Patrycja Wyciszkiewiczová* Martyna Dąbrowskaová* |
| 20 km chůze   | Jang Ťia-jü 1:26:18 | María Guadalupe Gonzálezová 1:26:19                                                                  | Antonella Palmisanová 1:26:36 |
| 50 km chůze   | Inês Henriquesová 4:05:56                                                                                              | Jin Chang 4:08:58                                                                                    | Jang Šu-čching 4:20:49 |
| Skok do výšky | Marija Lasickeneová 203 cm                                                                                             | Julija Levčenková 201 cm                                                                             | Kamila Lićwinková 199 cm |
| Skok o tyči   | Katerina Stefanidiová 491 cm                                                                                           | Sandi Morrisová 475 cm                                                                               | Robeilys Peinadová 465 cm Yarisley Silvaová 465 cm                                                                                    |
| Skok daleký   | Brittney Reeseová 702 cm                                                                                               | Darja Klišinová 700 cm                                                                               | Tianna Bartolettaová 697 cm |
| Trojskok      | Yulimar Rojasová 14,91 m                                                                                               | Caterine Ibargüenová 14,89 m                                                                         | Olga Rypakovová 14,77 m |
| Vrh koulí     | Kung Li-ťiao 19,94 m                                                                                                   | Anita Mártonová 19,49 m                                                                              | Michelle Carterová 19,14 m |
| Hod diskem    | Sandra Perkovićová 70,31 m                                                                                             | Dani Stevensová 69,64 m                                                                              | Mélina Robertová-Michonová 66,21 m |
| Hod kladivem  | Anita Włodarczyková 77,90 m                                                                                            | Wang Čeng 75,98 m                                                                                    | Malwina Kopronová 74,76 m |
| Hod oštěpem   | Barbora Špotáková 66,76 m                                                                                              | Li Ling-wej 66,25 m                                                                                  | Lü Chuej-chuej 65,26 m |
| Sedmiboj      | Nafissatou Thiamová 6784 bodů                                                                                          | Carolin Schäferová 6696 bodů                                                                         | Anouk Vetterová 6636 bodů |

* Označuje, že závodník závodil pouze v předběžných závodech a získal medaile.

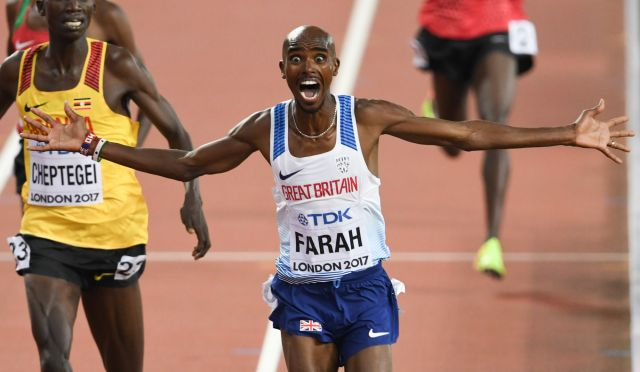
Mohamed Farah při běhu na 10 000 m

## Medailová bilance
| Pořadí            | Stát               | Zlatá medaile | Stříbrná medaile | Bronzová medaile | Celkem |
| 1.                | USA                | 10            | 11               | 9                | 30     |
| 2.                | Keňa               | 5             | 2                | 4                | 11     |
| 3.                | Jižní Afrika       | 3             | 1                | 2                | 6      |
| 4.                | Francie            | 3             | 0                | 2                | 5      |
| 5.                | Čína               | 2             | 3                | 2                | 7      |
| 6.                | Spojené království | 2             | 3                | 1                | 6      |
| 7.                | Etiopie            | 2             | 3                | 0                | 5      |
| 8.                | Polsko             | 2             | 2                | 4                | 8      |
| 9.                | Německo            | 1             | 2                | 2                | 5      |
| 10.               | Česko              | 1             | 1                | 1                | 3      |
| 11.               | Austrálie          | 1             | 1                | 0                | 2      |
| 11.               | Bahrajn            | 1             | 1                | 0                | 2      |
| 11.               | Kolumbie           | 1             | 1                | 0                | 2      |
| 11.               | Turecko            | 1             | 1                | 0                | 2      |
| 15                | Jamajka            | 1             | 0                | 3                | 4      |
| 15                | Nizozemsko         | 1             | 0                | 3                | 4      |
| 17.               | Chorvatsko         | 1             | 0                | 1                | 2      |
| 17.               | Norsko             | 1             | 0                | 1                | 2      |
| 17.               | Portugalsko        | 1             | 0                | 1                | 2      |
| 17.               | Katar              | 1             | 0                | 1                | 2      |
| 17.               | Trinidad a Tobago  | 1             | 0                | 1                | 2      |
| 17.               | Venezuela          | 1             | 0                | 1                | 2      |
| 23.               | Belgie             | 1             | 0                | 0                | 1      |
| 23.               | Řecko              | 1             | 0                | 0                | 1      |
| 23.               | Litva              | 1             | 0                | 0                | 1      |
| 23.               | Nový Zéland        | 1             | 0                | 0                | 1      |
| 27.               | Pobřeží slonoviny  | 0             | 2                | 0                | 2      |
| 28.               | Japonsko           | 0             | 1                | 2                | 3      |
| 29.               | Bahamy             | 0             | 1                | 1                | 2      |
| 29.               | Maďarsko           | 0             | 1                | 1                | 2      |
| 31.               | Burundi            | 0             | 1                | 0                | 1      |
| 31.               | Maroko             | 0             | 1                | 0                | 1      |
| 31.               | Mexiko             | 0             | 1                | 0                | 1      |
| 31.               | Švédsko            | 0             | 1                | 0                | 1      |
| 31.               | Uganda             | 0             | 1                | 0                | 1      |
| 31.               | Ukrajina           | 0             | 1                | 0                | 1      |
| 37.               | Brazílie           | 0             | 0                | 1                | 1      |
| 37.               | Kuba               | 0             | 0                | 1                | 1      |
| 37.               | Itálie             | 0             | 0                | 1                | 1      |
| 37.               | Kazachstán         | 0             | 0                | 1                | 1      |
| 37.               | Sýrie              | 0             | 0                | 1                | 1      |
| 37.               | Tanzanie           | 0             | 0                | 1                | 1      |
| Celkem            | Celkem             | 48            | 48               | 49               | 145    |
| pořadatelská země |                    |               |                  |                  |        |